# Ken Higuchi
Ken Higuchi (japanisch 樋口 堅 Higuchi Ken; * 24. Juni 2003 in Sagamihara, Präfektur Kanagawa) ist ein japanischer Fußballspieler.

## Karriere
Ken Higuchi erlernte das Fußballspielen in der Jugendmannschaft des FC Machida Zelvia. Hier unterschrieb er am 1. Februar 2022 auch seinen ersten Profivertrag. Der Verein aus Machida spielte in der zweiten japanischen Liga. Sein Zweitligadebüt gab Ken Higuchi am 10. Juli 2022 (26. Spieltag) im Auswärtsspiel gegen Thespakusatsu Gunma. Bei dem 2:0-Erfolg wurde er in der 90. Minute für Leo Takae eingewechselt. Anfang August 2023 wechselte er auf Leihbasis zum Viertligisten Okinawa SV. Für den Verein aus Okinawa stand er siebenmal in der Liga auf dem Spielfeld. Nach der Ausleihe kehrte er Ende Januar 2024 zum mittlerweile in die erste Liga aufgestiegenen Machida Zelvia zurück. Ende April 2024 wechselte er ein zweites Mal auf Leihbasis zum Viertligisten Okinawa SV. Hier bestritt er sechs Ligaspiele. Im Januar 2025 kehrte er zu Machida zurück.